# Varga (Ungarn)
Varga ist eine ungarische Gemeinde im Kreis Hegyhát im Komitat Baranya.

## Geografische Lage
Varga liegt drei Kilometer südöstlich der Stadt Sásd. Die Nachbargemeinde Felsőegerszeg befindet sich ein Kilometer nordwestlich des Ortes.

## Söhne und Töchter der Gemeinde
- Sándor Sásdi (1898–1992), Schriftsteller und Journalist

## Sehenswürdigkeiten
- Römisch-katholische Kapelle Szent Anna, erbaut 1887 im neogotischen Stil
- Sándor-Sásdi-Gedenkraum (Sásdi Sándor emlékszoba)

## Verkehr
Varga ist nur über die Nebenstraße Nr. 65189 zu erreichen. Der nächstgelegene Bahnhof befindet sich in Sásd.